# Orneostoma
Orneostoma är ett släkte av fjärilar. Orneostoma ingår i familjen Thyrididae.
Kladogram enligt Catalogue of Life:
| Orneostoma | \| \| Orneostoma albitessellata \| \| \| \| \| \| Orneostoma subpulchra \| \| \| \| |
|            | \| \| Orneostoma albitessellata \| \| \| \| \| \| Orneostoma subpulchra \| \| \| \| |
|            | Orneostoma albitessellata                                                           |
|            |                                                                                     |
|            | Orneostoma subpulchra                                                               |
|            |                                                                                     |